# Сенат (Франция)
Вижте пояснителната страница за други значения на Сенат.
Сенатът е горната камара на френския парламент.
Съгласно чл. 24 от Конституцията на Франция, сенатът се избира чрез непряко всеобщо избирателно право и предвиждат представителство в парламента на местните териториални общности на Франция.
В сегашния си състав Сената се състои от 348 сенатори. Сенаторите се избират за срок от седем години на ниво отдел (територията на Франция е разделена на 95 отдели) избирателна колегия, която се състои от местните депутати, общински съветници региони и ведомства, представители на общинските съвети, членове на Народното събрание (от около 150 000 гласоподаватели).
Системата е направена по такъв начин, че да благоприятства селскостопанските служби. Това води до факта, че от образуването на Сената на Петата република, той си остава консервативен.
Веднъж на всеки 3 години половината от Сената се подновява, което осигурява стабилност при дейността на този представителен орган. Стабилност се осигурява и от факта, че Сенатът не може да бъде разпуснат от президента.

Сенаторите са активно включени в изготвянето на законодателството, по-специално чрез разработването на проекти на нормативни актове в комисии, тяхното последващо обсъждане и одобряване по време на пленарните сесии.